# تهی‌خزنده‌نیا
تهی‌خزنده‌نیا (نام علمی: Coelurosauravus) نام یک سرده از رده خزندگان است.